# فريدريك دليوس
فريديريك دليوس  (بإلإنجليزية Frederick Delius)
(و. عام 1862 م - ت. عام 1934 م).
هو مؤلف موسيقي إنجليزي من أصل ألماني.
تجمع موسيقاه بين سمات الرومانسية والانطباعية، كذلك تستخدم مواد إنجليزية للبلد الأم. أفضل أعمال دلياس هي مقطوعات قصيرة تصور الريف الإنجليزي مثل «لدى سماع أول طائر كوكو في الربيع» و«السير إلى حديقة الجنة» (من أوبراه «روميو وجولييت من الريف»). كان أيضا ناجحا جدا في معالجة عناصر شعبية متنوعة في موسيقاه مثل عمل «أبالاشيا» (حيث عاش في الولايات المتحدة لعام)، Brigg Fair, وNorth Country Sketches. أيضا عمل Sea Drift عمل جيد للباريتون والكورس والأوركسترا. رغم أن القوالب التي استخدمها للفترة الرومانسية، استخدم دلياس عدد من الادوات الشاعئة من خلال الانطباعيين بالأخص الهارمونيات المتنافرة والسلم الموسيقى المكون من النغمات الكاملة.

## دراسته
درس في ليبزج حيث عزف متتاليته الموسيقية فلوريدا عام 1888 م.

## أعماله
تجمع أعماله بين العناصر الرومانسية والتأثيرية وتشتمل على أوبرا روميو وجولييت في القرية التي الفها عام 1907 م وأناشيد الكورال تيار البحر عام 1903 م وقداس الحياة (1904 – 1905) والنص مأخوذ من كتاب نيتشه (هكذا تكلم زرادشت) ومقطوعات الأوركسترا عند سماع أول وقواق في الربيع عام 1912 ألف أيضا في موسيقى الحجرة والكونشرتو والأغنيات.

## وصلات خارجية
- فريدريك دليوس على موقع IMDb (الإنجليزية)
- فريدريك دليوس على موقع الموسوعة البريطانية (الإنجليزية)
- فريدريك دليوس على موقع ميوزك برينز (الإنجليزية)
- فريدريك دليوس على موقع إن إن دي بي (الإنجليزية)
- فريدريك دليوس على موقع أول ميوزيك (الإنجليزية)
- فريدريك دليوس على موقع ديسكوغز (الإنجليزية)

1. ↑  Internet Movie Database (بالإنجليزية), QID:Q37312
2. ↑  The Facts on File Dictionary of Music, Christine Ammer 2004